# 纳晓基诺农村居民点
纳晓基诺农村居民点（俄语：Нащёкинское сельское поселение）是俄罗斯联邦沃罗涅日州安纳区所属的一个农村居民点。其下辖有4个居民点，行政中心为纳晓基诺。据2016年统计，该农村居民点的人口为871人。